# Straja Tarii
La Straja Țării (en rumano: Centinela de la Patria; también conocido como Străjeria - traducible como El centinela) fue una organización juvenil en el Reino de Rumania, creada en 1935 por el rey Carlos II para contrarrestar la creciente influencia que la Guardia de Hierro tenía sobre la juventud de Rumania. Sus miembros eran conocidos como străjeri ("centinelas") y usaban una forma del saludo romano como saludo.

## Carácter
El monarca se inspiró en las Juventudes Hitlerianas de la Alemania nazi y se inspiró en otros grupos fascistas como la italiana Opera Nazionale Balilla. Esta forma se hizo más obvia el 3 de diciembre de 1938, cuando la Straja Țării se reorganizó siguiendo las líneas del régimen personal de Carlos (ver Frente de Renacimiento Nacional), reemplazando todos los movimientos juveniles existentes, incluido el escultismo, y se convirtió en supervisor de deportes y todas las demás actividades. Aunque el rey se refería a sí mismo menudo como Marele Străjer ("El gran centinela"), los líderes reales del grupo eran el general Teofil Sidorovici y Nisa Cămărășescu.
Se suponía que debían unirse todos los niños de 7 a 18 años y todas las niñas de 7 a 21 años. Un organismo compuesto por muchachos de 18 a 21 años completó la Straja, y se encargó de ofrecer educación y entrenamiento militar de bajo nivel.
En 1939 la Straja Țării jugó un papel protagónico en la exposición "Freude und Arbeit" que se celebró en Bucarest bajo los auspicios del Dr. Robert Ley y el Deutsche Arbeitsfront.
Los miembros estaban obligados por un Crez ("Credo"), que decía:
"Credință și muncă pentru Țară și Rege
1. Cred în Dumnezeu și în Biserica străbunilor mei;
2. Cred în Regele Țării, Marele nostru Străjer, Cârmuitorul destinelor Poporului Român;
3. Cred în muncă și jertfă - închinându-mi întreaga mea ființă pentru ridicarea și propășirea Patriei;
4. Cred în Straja Țării - chezășia Unității Neamului, Hotarelor și Sufletului Românesc."
"Fe y trabajo por la Patria y el Rey
1. Creo en Dios y en la Iglesia de mis antepasados;
2. Creo en el Rey del País, nuestro Gran Vigilante, el Gobernante de los destinos del Pueblo Rumano;
3. Creo en el trabajo y el sacrificio - dedicando todo mi ser por la elevación y prosperidad de la Patria;
4. Creo en la Guardia del País, garantía de la Unidad de la Nación Rumana, Fronteras y Alma".

## Desbandada
En el verano de 1940, tras la cesión del norte de Bucovina y Besarabia a la Unión Soviética (véase la ocupación soviética de Besarabia y el norte Bucovina), se utilizó para ofrecer ayuda a los numerosos refugiados en varias partes de Rumania. La radio rumana participó en una campaña de propaganda, alabando la Straja Țării como la Armata Albă a Regelui ("el Ejército Blanco del Rey"), mientras ocultaba el hecho de que la suya había sido la única forma de ayuda para los desplazados.
Más tarde ese año, cuando el gobierno del Estado Nacional Legionario reemplazó al régimen de Carlos, después de la crisis provocada por el Segundo arbitraje de Viena (la cesión del norte de Transilvania a Hungría), la organización se disolvió y todos sus activos pasaron a manos de la Guardia de Hierro.